# Cuando estoy contigo/Exitos
Cuando Estoy Contigo/Exitos2 es el nombre de un álbum de estudio del cantante venezolano Roberto Antonio. Fue producido en Venezuela por Luis Alva. Fue lanzado al mercado por Latina el 22 de febrero de 2015. Algunos de los sencillos que se promocionaron de este disco fueron: "Marejada", "Cuando Estoy Contigo" y, "Noches De Fantasía" fueron algunas canciones de este disco que mejor calaron a nivel de radio.
Es el casi último álbum de él en el cual contó con la participación de los artistas chino y nacho en la canción ''Te Estoy Buscando'' y también el remix de ''Dime Si Me Quieres''. Entre otras ayudaron a que el álbum fuera genial además de dos canciones nuevas.

## Cuando Estoy Contigo/Exitos2 Disc 1
1. Marejada
2. Cuando Estoy Contigo
3. Regalame Una Noche Más
4. Baja De Esa Nube
5. Mentirosa
6. Dime Si Me Quieres
7. Amor De Novela
8. Adiós Amor
9. Se Va A Dar Cuenta
10. Sacudete Nena Remix
11. Derrumbe Remix
12. Bailalo
13. Bailalo Remix
14. Una Pena Tengo Yo
15. Noches De Fantasía
16. Ese Macho Si Soy yo
17. Ya No me Quieres

## Cuando Estoy Contigo/Exitos2 Dic 2
1. Marejada[Remix]
2. Tu Ojos
3. Una Pena Tengo Yo[Acuistica]
4. AY Cariño
5. Ayer Paso Por Aquí
6. Desde Que Me Dejaste
7. Sácudete Nena
8. Quien Si No yo
9. Dime Si Me Quieres
10. Te Estoy Buscando Ft Chino & Nacho
11. Dime Si Me Quieres Remix
12. Cocha Pechocha
13. Sabroso
14. Ayer Pase Por Aquí[Remix DJ]